# Strongsville
Strongsville ist eine City am südwestlichen Rand des Cuyahoga County im US-Bundesstaat Ohio. Sie liegt 23,8 Kilometer südwestlich von Cleveland, am Rande des zugehörigen Vorortgürtels sowie am Kreuzungspunkt der Interstates 71 und 80. Sie ist 24,65 Quadratmeilen (63,82 km²) groß und hatte (2020) 46.491 Einwohner, davon 94,2 % Weiße. Die Stadt ist benannt nach ihrem Gründer, John Stoughton Strong.

## Geografie
Das Stadtgebiet bildet ein Quadrat mit einer Seitenlänge von fünf Meilen (8,045 km). Es liegt am südwestlichen Rand des Cuyahoga County und wird begrenzt durch die Sprague Road im Norden, die West 130th Street im Osten, die Boston Road im Süden und die Marks Road im Westen. Nachbargemeinden sind Berea und Middleburg Heights im Norden, North Royalton im Osten sowie Brunswick, Medina County im Süden. Im Westen liegt der Lorain County.
Im Gegensatz zu allen anderen Townships im Cuyahoga County gab es im Strongsville Township keine Ausgründungen. Daher umfasst das heutige Stadtgebiet – abgesehen von einer kleinen Verwerfung der Grenzlinie zu Berea im Norden – noch genau jene fünf auf fünf Meilen im Quadrat (64,72 km²), die bei der ursprünglichen Landvermessung der Connecticut Western Reserve für jeden Township vorgesehen waren. Damit ist Strongsville hinter Cleveland die flächenmäßig zweitgrößte Kommune im Cuyahoga County.
Durch das Stadtgebiet verläuft der östliche Quellfluss des Rocky River. Er fließt in einem ausgeprägten Tal von North Royalton kommend in nordwestliche Richtung nach Berea. Im südöstlichen Teil der Stadt haben zahlreiche kurze Zuflüsse ferner viele kleine, tiefe Schluchten geschaffen. Dieses Talsystem des Rocky River und seiner Zuflüsse ist bis heute stark bewaldet und als Naturschutzgebiet ausgewiesen. Das insgesamt 1.291 Hektar große Areal mit dem Namen Mill Stream Run gehört zu den Cleveland Metroparks und wird als Naherholungsgebiet genutzt.

## Wirtschaft und Infrastruktur
Als relativ junger Vorort von Cleveland verfügt die Stadt über zahlreiche und weitläufige Wohngebiete. Daneben besitzt sie noch annähernd 1 km² Einkaufszentren sowie vier Gewerbegebiete mit insgesamt rund 11 km² Fläche. Der örtliche Schulbezirk zählt acht Grund- und zwei Mittelschulen sowie eine High School mit insgesamt 7200 Schülern. Daneben gibt es eine katholische Grund- und Mittelschule sowie eine privat finanzierte Berufsakademie des ITT Technical Institute.
In den Gewerbegebieten sind vorwiegend kleine und mittlere Betriebe der Leichtindustrie und Handelsunternehmen ansässig, etwa Demag Plastics (Spritzgussmaschinen), Eberhard Manufacturing (Beschläge), Pat Catan’s und Darice (Kunsthandwerk und Dekoration) und die Unternehmensberatung Antares Management Solutions. Mit Niederlassungen vertreten sind zudem Momentive Performance Materials (Industriekeramik), Avery Dennison (Bürobedarf, Klebefolien) sowie der Lackhersteller AkzoNobel mit seiner US-Zentrale.
Die wichtigsten Verkehrsachsen sind die beiden Interstates 71 und 80. Die I-71 Columbus–Cleveland verläuft in Süd-Nord-Richtung und besitzt im Stadtgebiet eine Ausfahrt. Die kreuzende I-80 Chicago–New York verläuft in West-Ost-Richtung und ist mautpflichtig. Sie kann nur über das Autobahnkreuz mit der I-71 erreicht werden, wo sich auch die Mautstelle befindet. Wichtigste Hauptstraße in der Stadt ist die U.S. Route 42, die alte Landstraße von Cleveland nach Columbus. Darüber hinaus besteht mit der CSX Cleveland Subdivision Cleveland–Lester(–Wheeling) Bahnanschluss im Güterverkehr.

## Geschichte
Strongsville geht auf den gleichnamigen Township zurück, der im Zuge der Landvermessung der Connecticut Western Reserve abgesteckt worden war. Er wurde 1821 gegründet und nach dem Anführer der ersten Siedlergruppe benannt, John Stoughton Strong. 1826 wurden 89 Haushalte gezählt. Die meisten Familien waren in der Landwirtschaft tätig.
Im Jahre 1927 wurde die Kommunale Selbstverwaltung durch Ausgründung als Village aufgewertet, um der gewachsenen Bevölkerungszahl Rechnung zu tragen. Insgesamt blieb die Gegend jedoch bis nach dem Zweiten Weltkrieg dünn besiedelt und landwirtschaftlich geprägt. Erst der Bau der Interstate 71 im Jahre 1955 ließ die Suburbanisierung im Raum Cleveland bis Strongsville voranschreiten und starke Siedlungstätigkeit einsetzen. Die Einwohnerzahl stieg von (1950) 3.504 auf (2000) 43.858 an. Verstärkt wurde dieses Wachstum zudem durch den Bau der Interstate 80 einige Jahre später sowie intensive Bemühungen seitens der Stadt um Industrieansiedlungen. Die Stadterhebung erfolgte 1960.
Mitte des 19. Jahrhunderts befand sich in Strongsville eine Zwischenstation der Underground Railroad, einer informellen Organisation, die Sklaven aus den Südstaaten zur Flucht nach Kanada verhalf.

## Persönlichkeiten
- Jenny Fish (* 1949), Eisschnellläuferin

## Weiterführende Informationen